# 옥천버스
옥천버스운송(沃川―運送)은 충청북도 옥천군의 농어촌버스 운행 업체이다.

## 연혁
1980년 충북교통(현 충북리무진)에서 분리 창업하였으며, 당시 충북교통의 대전 ~ 옥천 간 시외버스를 양수받아 18번(현 607번)으로 대전 시내버스와 공동 배차를 시작하였다.
2019년 10월부터 저상버스를 첫 도입하여 607번에 투입하였다.

## 보유 차종

#### 자일대우버스
- 자일대우 레스타
- 자일대우 NEW BS090
- 자일대우 NEW BS106
- 자일대우 BS110

#### 현대자동차
- 현대 E-카운티
- 현대 그린시티
- 현대 뉴 슈퍼에어로시티

## 운행 노선

### 간선버스
- 607번: 옥천시외버스터미널 ↔ 옥천역 ↔ 옥천버스차고지 ↔ 이백리 ↔ 증약리 ↔ 대청동 ↔ 세천동 ↔ 판암역 ↔ 인동사거리 ↔ 대전역 ↔ 삼성동 ↔ 홍도동 ↔ 대전복합터미널 ↔ 비래검문소 (4대 : 대전운수과 공동 배차)